# Notacma ariel
Notacma ariel är en stekelart som först beskrevs av Cameron 1885.  Notacma ariel ingår i släktet Notacma och familjen brokparasitsteklar. Inga underarter finns listade i Catalogue of Life.